# Иванов, Всеволод Вячеславович

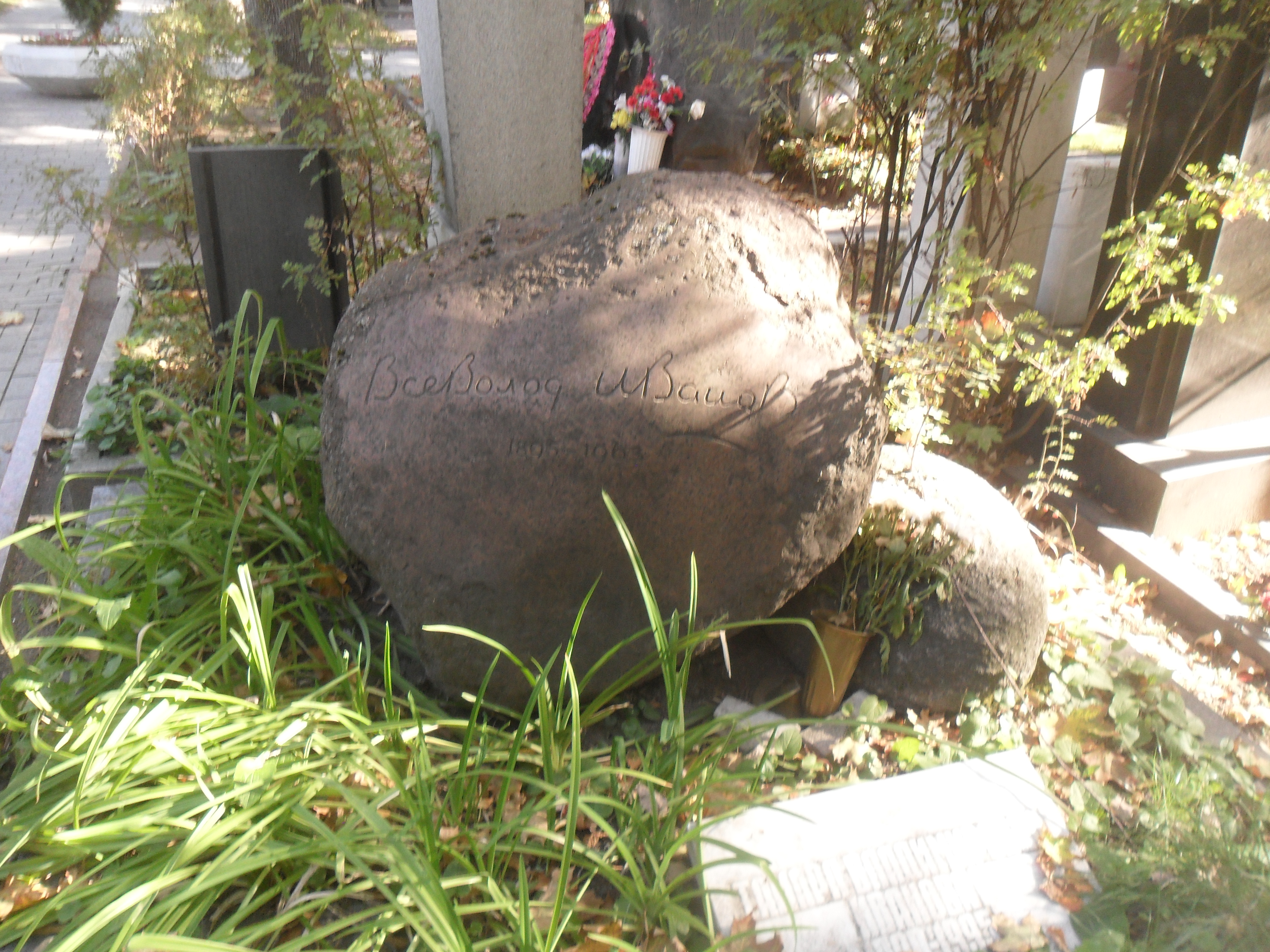
Могила писателя Всеволода Иванова на Новодевичьем кладбище Москвы.

Все́волод Вячесла́вович Ива́нов (12 [24] февраля 1895[…], Лебяжье, Семипалатинская область — 15 августа 1963[…], Москва) — советский писатель и драматург, журналист, военный корреспондент. Получил известность благодаря красочным сочинениям о борьбе за советскую власть на юге Сибири. 
Один из «Серапионовых братьев» начала 1920-х годов и мастер орнаментальной прозы, «Иванов дал Сибирь по другому рисунку, чем его предшественники, и совершенно как первый писатель показал нам необычайную дикую красоту Монголии» (С. Есенин).
В 1980-е годы были опубликованы экспериментальные романы Иванова, написанные в 1930-е годы «в стол».

## Биография
Родился 12 (24) февраля 1895 года в пос. Лебяжье Лебяжинской волости Семипалатинского уезда Семипалатинской области Степного генерал-губернаторства (ныне — село Аккулы Аккулинского района Павлодарской области Казахстана). Мать, Ирина Семёновна Савицкая, из польских ссыльнокаторжан; отец, Вячеслав Алексеевич, сельский учитель, ранее был приисковый рабочий. По воспоминаниям сына, «в нас с отцом есть казахская кровь, смешанная с кровью польского каторжанина, хотя основная кровь — русская».
После окончания начальной школы недолго учился в Павлодарском низшем сельскохозяйственном училище, однако прервал учёбу. С 14 лет вёл самостоятельную жизнь: был подручным у лавочника в Павлодаре. В его обязанности входили и дальние поездки в степь с товарами, где он увидел и хорошо изучил степной казахский быт. Затем был матросом-грузчиком, ходил по Иртышу.
В 1910—1912 годах работал в типографии в Павлодаре — сначала вертел колесо ручной печатной машины, но вскоре освоил наборное ремесло. Затем работал в цирке Коромыслова цирковым актёром-факиром (под именем Бен-Али-Бея глотал шпаги, прокалывал себя булавками, прыгал через ножи и факелы, показывал фокусы); актёрствовал в ярмарочных балаганах, был куплетистом в цирке, клоуном, борцом. Из всех профессий юному Всеволоду понравилось быть факиром, и, чтобы основательно научиться данному ремеслу, он решил попасть в Индию. За весну — осень 1913 года он прошёл пешком от Семипалатинска до железнодорожной станции Арысь. Оттуда он добрался до Ташкента и потом попал в Бухару (Бухарский эмират, вассал Российской империи), где его странствия закончились — не хватило денег на оформление паспорта. После Всеволод продолжил скитаться по Сибири, Уралу, Казахстану и в это время много читал.
В Кургане Всеволод Иванов поступил наборщиком в типографию А. И. Кочешева, набирал «Курганский вестник». Типография находилась в подвале, вверху был магазин «Писчебумажные принадлежности и книги» (ныне Дом-музей А. И. Кочешева). Здесь написал первый рассказ, который опубликовал в 1915 году в газете «Приишимье» города Петропавловска. В 1916 году послал М. Горькому письмо, приложив к нему несколько рассказов, набранных в типографии.
С 1917 года участвовал в революционном движении (эсер, меньшевик). После Февральской революции рабочие типографии выдвинули его в Курганский комитет общественной безопасности, в Совет рабочих и солдатских депутатов и в Государственную Думу. В России был голод, переселенцы хлынули в Сибирь. В Курган приехали несколько наборщиков с многодетными семьями. Наборщик Рудаков каждый день приходил к типографии Кочешева и долго молча стоял, оглядывая курганцев просящими глазами. Иванов ушёл из типографии, чтобы уступить ему своё место.
В 1918 году в Омске стал членом РСРП(и). После слияния партии с РКП(б) партийный стаж засчитан с учётом времени пребывания в РСРП(и). В 1918 году, при наступлении белочехов, Иванов вступил в Красную гвардию и сражался до отхода советских войск из Омска, где его забыли снять с поста охраны пороховых складов при отступлении. Пытаясь спастись, он приехал в станицу Талицкую к отцу, где стал свидетелем трагедии, лёгшей в основу рассказа «Отец и мать». Младший брат Палладий, играя с заряженным ружьём Всеволода, убил отца. Всеволоду пришлось опять бежать, но на этот раз от казаков, обвинивших его в убийстве. Вернувшись в захваченный белыми Омск, Иванов обратился за помощью к своему другу Антону Сорокину, который устроил приятеля в типографию колчаковской газеты «Вперёд», где Иванов написал в эту газету десятки антисоветских статей и рассказов. Первая книга «Рогульки» (1919) набрана и отпечатана самим Ивановым в типографии омской газеты «Вперёд» в количестве 30 экз. Брат Палладий умер в Омске от холеры. Мать после смерти сына уехала к родственникам в Павлодар.
Боец РККА, заведующий отделом информации губисполкома в Омске.
Жил в Новониколаевске. В 1921 году отправился в Петроград с поручением от газеты «Советская Сибирь», по рекомендации М. Горького открыл своей повестью «Партизаны» первый номер первого советского «толстого» журнала «Красная новь» (1921), там же в № 5 опубликовал повесть «Бронепоезд 14-69», послужившую основой одноимённой пьесы (1927). Был членом пролетарской группы писателей «Космист». Затем — участник объединения «Серапионовы братья» под прозвищем «Алеут».

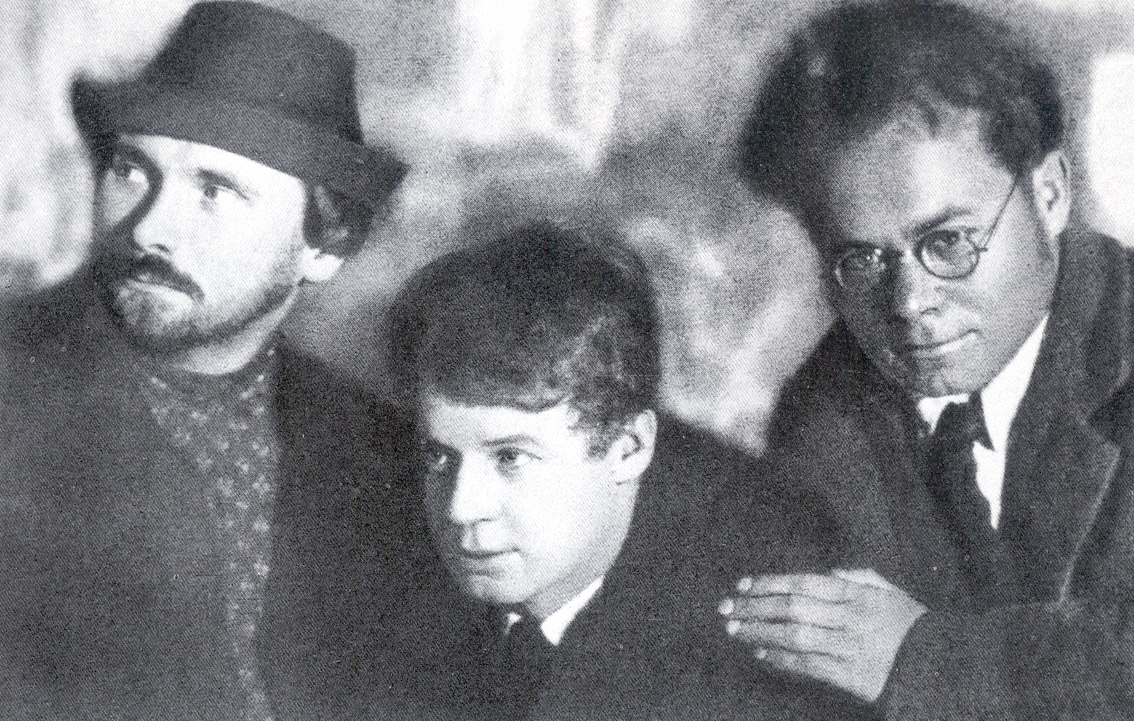
Николай Клюев, Сергей Есенин, Всеволод Иванов.

В 1923 году переехал в Москву. С 1927 года жил в доме на Тверском бульваре, 14. Дружил с С. А. Есениным, о котором оставил воспоминания.
Вместе с другими литераторами был участником встречи со Сталиным, Ворошиловым, Кагановичем, Молотовым и Постышевым на квартире Горького 26 октября 1932 года. На встрече обсуждалось создание писательского союза, Сталин объяснял партийную политику по отношению к литературе, обещал всяческую поддержку. Участвовал в поездке группы писателей на строительство Беломорско-Балтийского канала. Один из авторов книги «Беломорско-Балтийский канал имени Сталина: История строительства. 1931—1934 гг.» (1934). В 1934 году был создан Союз советских писателей, прошёл его первый съезд. Одним из секретарей правления союза стал Вс. Иванов, выбрали его и председателем правления Литературного фонда СССР. Жил в Доме писателей в Лаврушинском переулке и на даче в Переделкино, был соседом Б. Л. Пастернака. П. П. Кончаловский написал портреты писателя в 1940 и 1941 годах (хранятся в Государственной Третьяковской галерее).
Во время войны — в эвакуации в Ташкенте. Летом 1943 года в качестве корреспондента «Красной звезды» в составе группы писателей после освобождения Орла отправился на фронт, чтобы общими силами создать книгу о битве за Орёл и Курск. Затем — фронтовой корреспондент газеты «Известия». Вместе с наступающими войсками был в Варшаве, в Щецине, в Берлине. С Нюрнбергского процесса он слал для «Известий» корреспонденции и очерки, получившие название «Там, где судят убийц (На Нюрнбергском процессе)» (1946).
После войны был председателем приёмной комиссии Союза писателей СССР и выпускной экзаменационной комиссии Литературного института имени А. М. Горького, где ему было присвоено звание профессора.
В 1959 году осуществилась мечта «факира Сиволота» — вместе с супругой посетил Индию.
После возвращения из путешествия по Сибири в 1962 году Вс. Иванова отправили в больницу, где поставили диагноз — гипернефрома (рак почки). Супруга уговорила врачей скрыть от него диагноз — сказать, что у него камни в почке, требующие удаления. Он поверил и до операции и после писал дневниковые записи, которые озаглавил «Рассказы, придуманные на больничной койке».
Умер 15 августа 1963 года. Похоронен в Москве на Новодевичьем кладбище (участок № 8).

## Творчество
С 1915 года начал печататься в газетах. В 1916 году он послал М. Горькому письмо, приложив к нему несколько рассказов. В ответном письме Горький поддержал Иванова в стремлении стать писателем, а рассказы «Дед Антон» и «На Иртыше» опубликовал в 1917 году во втором «Сборнике пролетарских писателей». В 1918 году сотрудничал с газетой «Согры» где публиковался под разными псевдонимами, самым известным из которых был Всеволод Тараканов.
Список псевдонимов: Одри Анриус; Всеволод-ов; Макс Жеекард; Вс. Иванов-Тараканов; Вакула Кедров; Вс. Пролетарий; Всеволод Савицкий; Марк Ступин; В. Таежный; Всеволод Тараканов; Г. Тасин; К. Тулупов; Никон Шатунов.
Приключенческие повести на революционные темы — «Партизаны» (1921), «Цветные ветра» (1921), «Бронепоезд 14-69» (1922, одноимённая пьеса 1927), фантастические произведения (рассказ «Сизиф, сын Эола», романы «Агасфер», «Вулкан» и другие), романы «Голубые пески» (1922), «Кремль» (1929, опубликовано в 1981 г.), «У» (1932, опубликовано в 1982 году в Лозанне, в СССР — в 1988), автобиографические произведения — «Похождения факира» (1935), «Мы идём в Индию» (1960), «История моих книг» (1958) и другие.
По словам сына, начало знаменитого рассказа «Дитё» (1922) «Сталин выучил наизусть, помнил его и через 20 лет и сказал Фёдору Панфёрову: „Вот как писал Всеволод Иванов!“ Этот рассказ был запрещён в течение всего сталинского времени, его и потом разрешили не сразу».
В 1930-е годы написал романы «У» и «Кремль», которые были опубликованы уже после его смерти в 1980-е годы. Виктор Шкловский очень высоко отзывался об «У»: «Необыкновенно сложно написанная вещь... Стиль такой книги блистателен, но непривычен... То, что писал Всеволод, было истиной».
- Рогульки, 1919
- Партизаны, 1921
- Бронепоезд 14-69, Повесть. М., ГИЗ, 1922
- Седьмой берег, М.,1922
- Дитё. Лога, 1922
- Цветные ветра, Пг., 1922
- Возвращение Будды, 1923
- Голубые пески. М.; Пг., 1923
- Полая Арапия. М., 1923
- Сопки. Партизанские повести, М.-Пг., ГИЗ, 1923, 1935, 1937
- Чудесные похождения портного Фокина, Л., «Госиздат», 1924
- Когда расцветает сосна, 1925
- Рассказы о себе, 1925
- Хабу, 1925
- Экзотические рассказы, 1925
- Иприт, 1925 (в соавторстве с В. Шкловским)
- Бразильская любовь, М., «Огонёк», 1926
- Гафир и Мириам, 1926
- Пустыня Тууб-Коя. М.; Л., 1926
- Нежинские огурцы: Рассказы, М., ЗиФ, 1926
- Бегствующий остров, М.; Л., «Госиздат», 1927
- Дыхание пустыни: Рассказы. Л.: Изд-во «Прибой», 1927
- Последнее выступление факира Бен-Али-Бея, М.-Л., «Госиздат», 1927
- Путешествие на реке Тун, М.-Л., «Госиздат», 1927
- Тайное тайных: Рассказы, М.; Л.: Госуд. Изд-во, 1927, [1926]
- Гибель Железной, 1928
- Путешествие в страну, которой ещё нет, 1930
- Избранные сочинения 1920—1930, М.-Л., «ГИХЛ», 1931
- Повести бригадира М. Н. Синицына, Л., «Изд. писателей в Ленинграде», 1931
- Повести великих лет, М., Федерация, 1932
- Обыкновенные повести, 1933
- Дикие люди, М.; Л., «Academia»,1934
- Похождения факира, М., «ГИХЛ», 1934-35
- Избранное: В 2 т. М.: Худож. лит., 1937—1938
- Пархоменко, М.: Худож. лит., 1939
- При взятии Берлина, 1946
- Встречи с Максимом Горьким. Воспоминания, 1947
- В чудесной Ферганской долине, 1949
- Мы идём в Индию, 1960 (продолжение «Похождения факира»)
- Хмель, или Навстречу осенним птицам, 1962
- Эдесская святыня, 1965
- Вулкан, 1966
- Ужгинский Кремль, М., Художественная литература, 1981. - 384 с., 5 000 экз. (сокращённый вариант романа о провинциальной жизни, полностью — под названием «Кремль», 1990)
- У., Лозанна, 1982; М.: Книга, 1988 (философский сатирический роман о жизни в Москве во время уничтожения храма Христа Спасителя) — ISBN 5-212-00085-8
- Медная лампа. Сборник, М., 1984
- Возвращение Будды. Чудесные похождения портного Фокина. ``У``. Повести, роман. — М.: Правда, 1991. — 478 с. — ISBN 5-253-00181-6
- Дневники. М.: ИМЛИ РАН; Наследие, 2001. — ISBN 5-9208-0067-4
- Неизвестный Всеволод Иванов: Материалы биографии и творчества. М.: ИМЛИ РАН, 2010. — ISBN 978-5-9208-0375-7
- Собрание сочинений: В 7 т. М.; Л.:Гос. изд., 1928—1931
- Собрание сочинений: В 8 т. М.: Гослитиздат, 1958—1960
- Избранные произведения: В 2 т., М.: Худож. лит., 1968
- Собрание сочинений: В 8 т. М.: Худож. лит., 1973—1978 + доп. т. Пьесы. М.: Искусство, 1979

## Семья
- Первая жена Мария Николаевна Синицына, в 1921 году в Петрограде познакомилась с чешским офицером и уехала с ним.
- Вторая жена Анна Павловна Веснина (1896—1972), писательница (брак 1922—1927)
  - Дочь Мария Всеволодовна Иванова-Веснина (1929—1974), актриса Московского драматического театра.
- Третья жена Тамара Владимировна (урождённая Каширина, 1900—1995, брак с 1928) До замужества актриса. Автор книги воспоминаний "Мои современники, какими я их знала", посвящённой мужу и друзьям семьи — Максиму Горькому В. Мейерхольду, Ольге Форш, К. Федину, А. Фадееву, И. Бабелю, Е. Пешковой, Б. Пастернаку. Есть аудио-версия.
  - Сын Вячеслав Всеволодович Иванов (1929—2017), лингвист.
  - Пасынок Михаил Всеволодович Иванов (родной сын Исаака Бабеля, 1926—2000), известен как художник, участник выставок МОСХ «Группы девяти» (1961) и «Группы восьми» (1973).
  - Падчерица Татьяна Всеволодовна Иванова.
    - Внук Антон Давидович Иванов — писатель.

## Награды
- два ордена Трудового Красного Знамени (31.1.1939; 1.3.1955 — «за заслуги в области художественной литературы и в связи с 60-летием»)
- медали

## Память

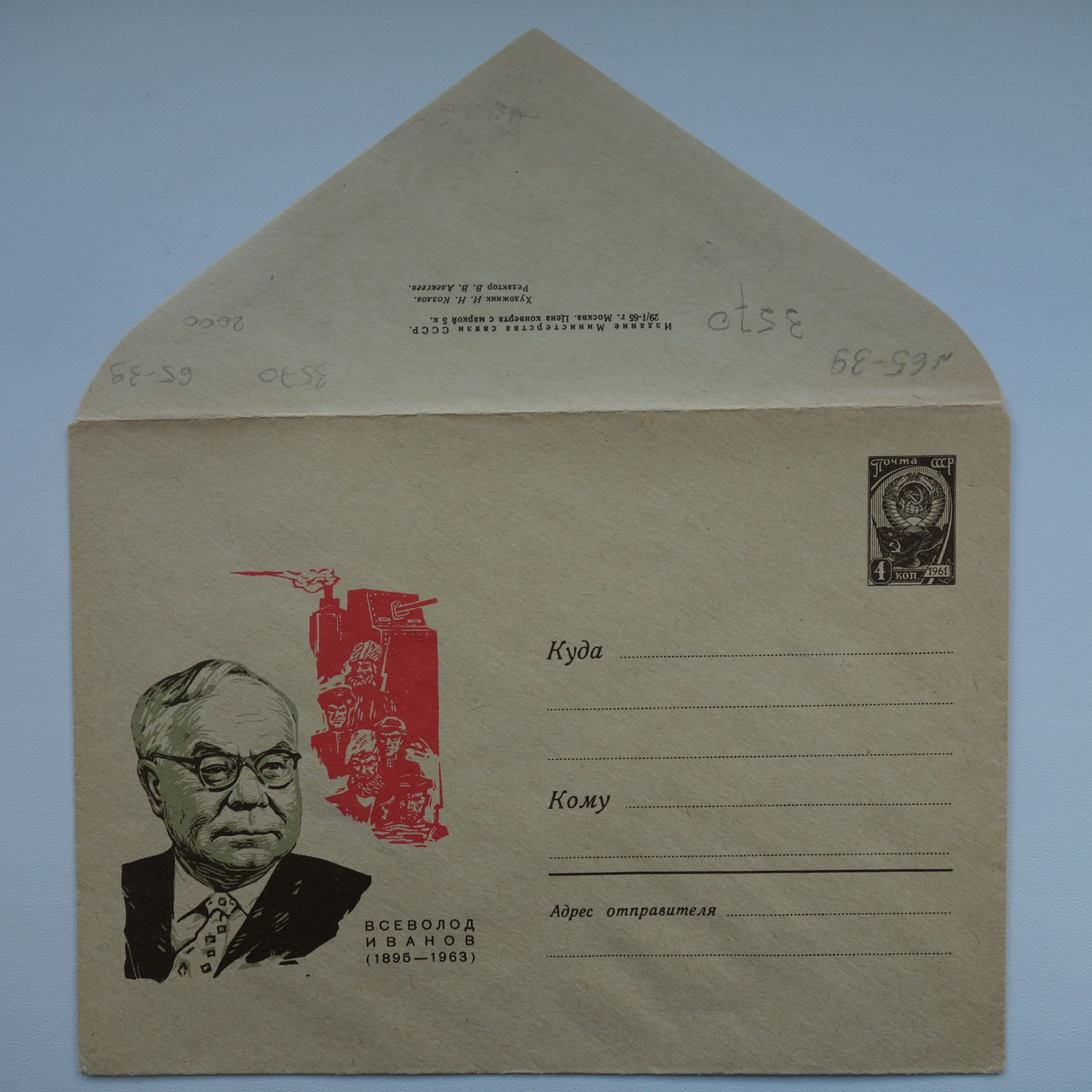
Почтовый конверт СССР, 1965

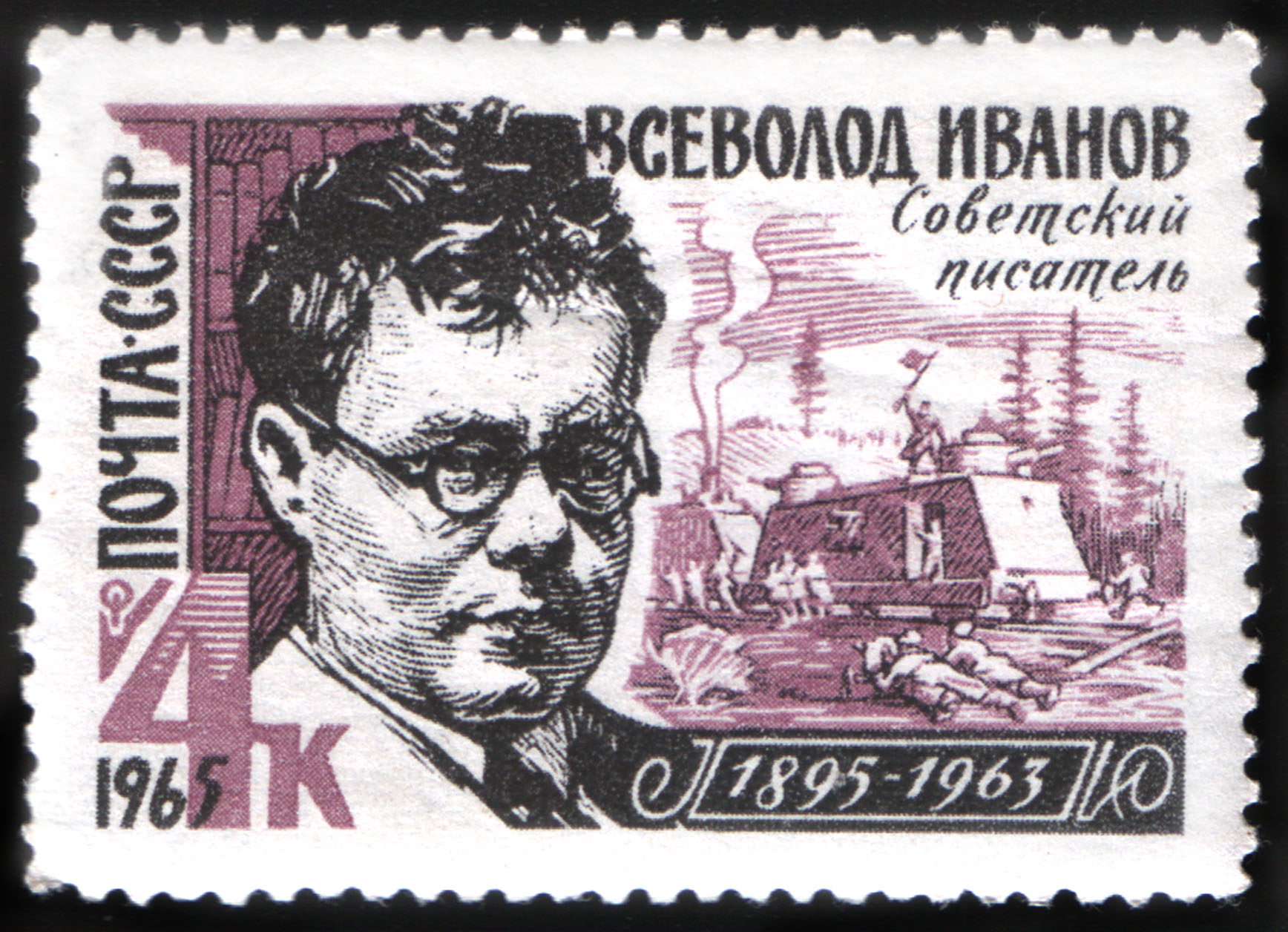
Почтовая марка СССР из серии «Писатели нашей Родины», посвящённая В. Иванову, 1965

- Именем писателя названы улицы в Павлодаре и Омске и селе Аккулы.
- В 1965 году был выпущен почтовый конверт СССР, посвященный Иванову.
- В 1965 году была выпущена почтовая марка СССР, посвященная Иванову.
- В музее литературы и искусства им. Бухар жырау (г. Павлодар) более двух тысяч единиц хранения представляют жизнь и творчество Иванова.
- В Переделкино воссоздана обстановка его рабочего кабинета.
- На здании типографии, где работал Вс. Иванов (Павлодар, ул. Фрунзе, 89), установлен барельеф писателя и памятная доска с надписью: «В этом доме находилась типография, в которой работал с 1910 по 1912 год советский писатель Всеволод Вячеславович Иванов».

В 1965 году имя Вс. Иванова присвоено районной библиотеке в Москве. Сейчас это библиотека 25 на улице Врубеля,13. Здесь ведется мемориальная деятельность, планируется открытие мемориальной комнаты.
- В 1950-х годах Иртыш изменил русло и часть старого Лебяжьего ушла под воду. Ушёл под воду и дом, где жила семья учителя Иванова. Сейчас на этом месте широкая протока. Его именем был назван теплоход Морской 15 в городе Омске.

## Экранизации произведений Иванова
- Томми (1931) — по мотивам пьесы «Бронепоезд 14-69».
- Амангельды (1938)
- Александр Пархоменко (1942) — по роману «Пархоменко».
- Баллада о комиссаре (1967) — по мотивам рассказов «Заповедник», «Долг».
- Красный агитатор Трофим Глушков (1969) — по мотивам рассказов.
- И на Тихом океане... (1973) — по мотивам пьесы «Бронепоезд 14-69».
- Вольному — воля (1974, короткометражный, дипломная работа режиссёра Павла Чухрая) — по мотивам рассказа «Дитё».
- Долг (1977) — по мотивам рассказов.
- Дитя (1992) — по рассказу «Дитё».
- Возвращение Будды (1995) — по одноимённой повести.